# Jerzy Kiciński
Jerzy Mario Kiciński (ur. 3 listopada 1965 w Gdyni) – polski funkcjonariusz cywilnych służb specjalnych w stopniu pułkownika, urzędnik państwowy, w 2007 p.o. szefa Agencji Bezpieczeństwa Wewnętrznego.

## Życiorys
W 1991 ukończył politologię na Uniwersytecie Gdańskim, a w 1999 studia podyplomowe w Instytucie Studiów Politycznych Polskiej Akademii Nauk. Podczas studiów był działaczem Niezależnego Zrzeszenia Studentów. Od grudnia 1991 pracował w Urzędzie Ochrony Państwa (początkowo w jego gdańskiej delegaturze) i Agencji Bezpieczeństwa Wewnętrznego. Zajmował się kontrwywiadem i dosłużył się stopnia pułkownika. Uchodził za związanego ze Zbigniewem Wassermannem, w 2007 był radcą Prezesa Rady Ministrów w Departamencie Bezpieczeństwa Narodowego KPRM. 2 listopada 2007 powierzono mu obowiązki Szefa Agencji Bezpieczeństwa Wewnętrznego, podał się do dymisji 15 listopada tegoż roku (dzień przed odwołaniem rządu Jarosława Kaczyńskiego). Później został ekspertem tzw. komisji smoleńskiej. W 2010 przeszedł na emeryturę, został członkiem rady Fundacji Pomocy Rodzinom Funkcjonariuszy i Pracowników UOP i ABW. Wypowiadał się jako zwolennik likwidacji ABW oraz powołania Narodowej Służby Śledczej i Agencji Bezpieczeństwa Łączności.
Żonaty, ma dwie córki. Należał do Aeroklubu Gdańskiego, uzyskał uprawnienia pilota szybowcowego i skoczka spadochronowego.

## Odznaczenia
W 2011 odznaczony Odznaką Honorową imienia gen. Stefana Roweckiego „Grota” jako jedna z pierwszych jedenastu osób. Wyróżniony też Brązowym Krzyżem Zasługi (2002).